# Wu (Chenghua)
Wu, född 1449, död 1509, var en kinesisk kejsarinna, gift med Chenghua-kejsaren. 
Wu valdes 1464 ut till att bli kejsarens första maka och kejsarinna. En månad efter bröllopet avsattes hon dock av kejsaren sedan hon hade låtit piska hans favoritkonkubin Wan. Hon levde sedan i ett eget hus i palatsträdgården. Wan ska ha känt sig hotad av alla barn som föddes av kejsarens övriga hustrur och konkubiner, och Wu lät därför gömma den framtide Hongzhi-kejsaren och hans mor i sitt hus 1470-75. 